# Rachel Roth
Rachel Roth (* 14. Mai 1982, North Canton, Ohio) ist eine US-amerikanische Schauspielerin.

## Leben
Roth wurde als ältere zweier Töchter von Howard und Marcia Roth in North Canton geboren. Ihre zwei Jahre jüngere Schwester ist die Schauspielerin Laura Roth. Kurze Zeit nach der Geburt ihrer Schwester zog die Familie nach Tampa, Florida, wo die beiden dann aufwuchsen. 
Roth hatte Gastauftritte in bekannten Serien und spielte auch im Mary-Kate-und-Ashley-Olsen-Film It takes two – London, wir kommen! mit. Zudem hat sie auch einiges an Bühnenerfahrung vorzuweisen. So spielte sie in Theaterproduktionen wie Oliver!, The Good Times are Killing Me, Spider's Web, Can You Hear Them Crying und Children of the Holocaust.
Derzeit lebt Roth in Los Angeles.

## Filmografie
- 1997: The Magic Within (Kurzfilm)
- 2000: Was geht, Noah? (Noah Knows Best, Fernsehserie, 13 Folgen)
- 2001: It takes two – London, wir kommen! (Winning London)
- 2001–2002: Titus (Fernsehserie, 10 Folgen)
- 2005: Almost Romeo (Kurzfilm)
- 2005: The Drive (Kurzfilm)
- 2007: Prenuptial Tango (Kurzfilm)

### Gastauftritte
- 1999: Für alle Fälle Amy (Judging Amy, Folge 1.06)
- 2000: Emergency Room – Die Notaufnahme (ER, Folge 6.17)
- 2000: Opposite Sex (Folgen 1.03, 1.05 und 1.07)
- 2001: Keine Gnade für Dad (Grounded for Life, Folge 1.07)
- 2001: So Little Time (Folge 1.05)
- 2004: Veronica Mars (Folge 1.06)
- 2008: Without a Trace – Spurlos verschwunden (Without a Trace, Folge 7.08)